# Limonium meyeri
Espèce
Classification phylogénétique
Synonymes
- Statice meyeri Boiss.[1]
- Statice scoparia Pall.[1]

Limonium meyeri est une espèce de plante de la famille des Plumbaginaceae et du genre Limonium.

## Description
Limonium meyeri est une plante pérenne, pouvant atteindre une hauteur de 20 à 60 cm, glabre. La partie distale de ses grandes feuilles est rouge et ressemble à une épine bien qu'elle soit molle.

## Répartition
Limonium meyeri est une plante native de l'Europe du sud et de l'est et de l'Asie du sud-ouest.
Elle pousse de préférence dans les steppes et les sols salins.

## Parasitologie
La feuille a pour parasites Lobesia indusiana, Schrankia balneorum (en), Erysiphe limonii, Uromyces limonii, Agrochola nitida (en), Ancylosis substratellum, Agdistis intermedia.